# Alois Suttý

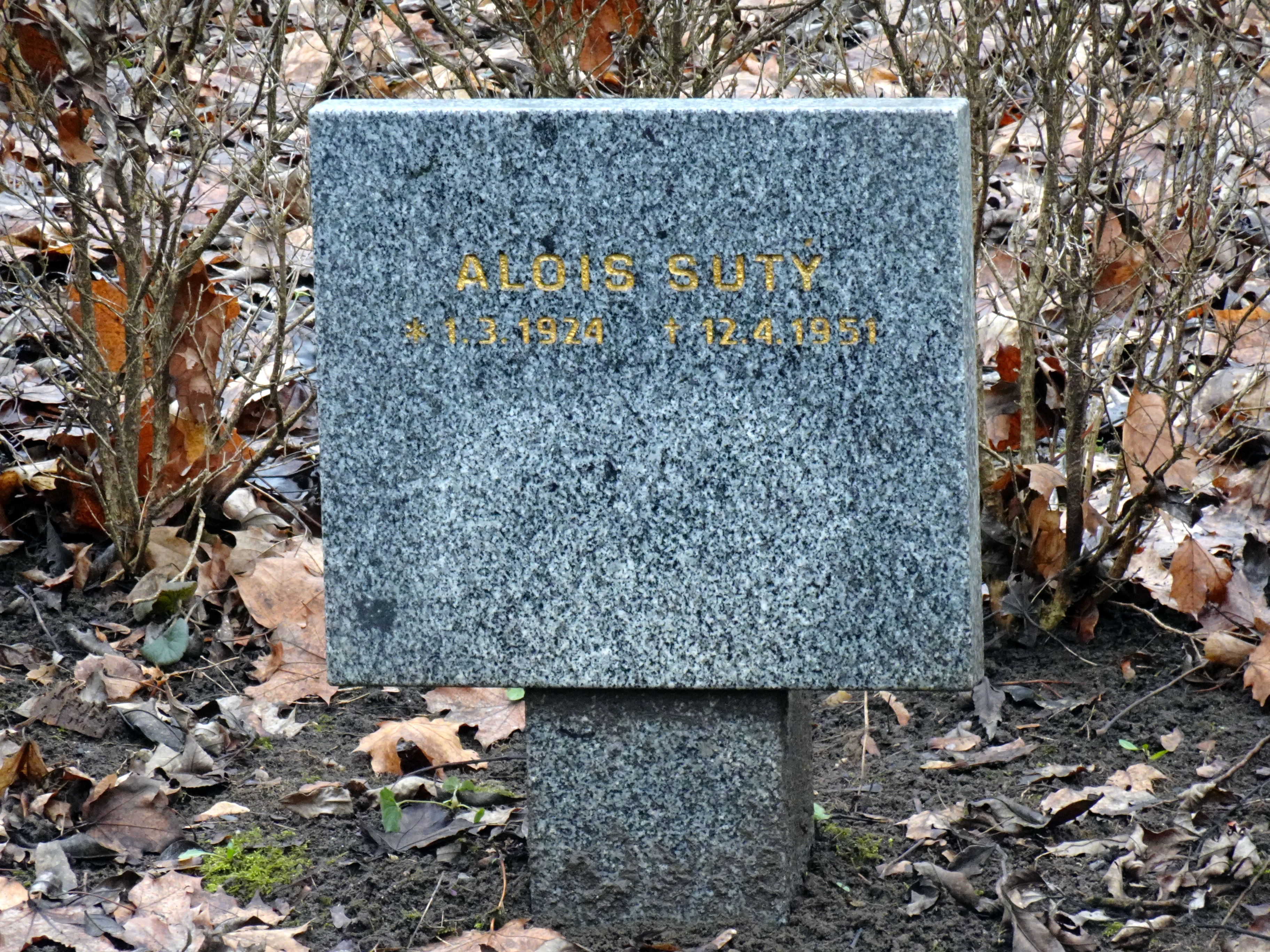
Symbolický hrob Aloise Suttého na Čestném pohřebišti III. odboje na Ďáblickém hřbitově v Praze

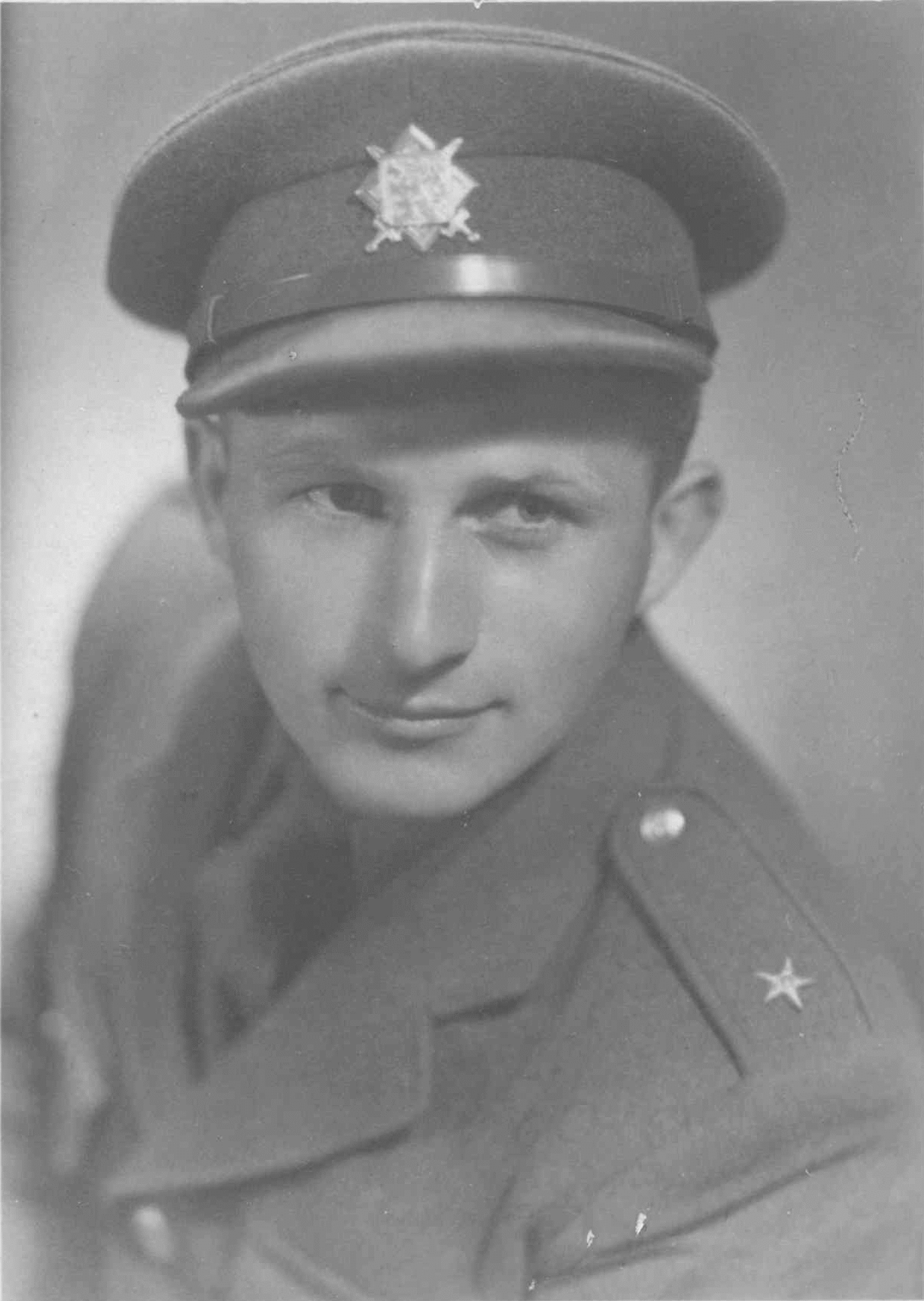
Alois Suttý ve svých aktivitách spolupracoval se skupinou Františka Wiendla (na snímku)

Alois Suttý (1. března 1924, Německo – 12. duben 1951, Praha, Pankrácká věznice) byl účastník československého protikomunistického odboje. V letech 1949–1950 působil jako zpravodajský kurýr a převaděč. Spolupracoval přitom se skupinou Františka Wiendla z Klatov. Po zatčení byl odsouzen k trestu smrti a popraven v pankrácké věznici.

## Život
Alois Suttý se narodil roku 1924 do české rodiny žijící v Německu. V Československu žil od roku 1926. Po ustavení komunistické diktatury v únoru 1948 začal do Německa převádět osoby, které se cítily ohroženy. Po svém prvním zatčení byl roku 1949 odsouzen ke dvouletému trestu, ale už v dubnu 1949 se mu podařilo uprchnout. Po přechodu hranice do americké okupační zóny Německa se ocitl v uprchlickém táboře. V průběhu několika následujících měsíců Suttý uskutečnil několik přechodů do Československa. Ve své činnosti spolupracoval s protirežimní skupinou Františka Wiendla z Klatov. Mezi její další členy patřili mimo jiné Jiří Krbec, Jan Štork a Jan Prantl. Spolupráce s Wiendlem vznikla díky tomu, že se Suttý z vězení znal s jeho otcem Františkem Wiendlem st. Alois Suttý při svých cestách zejména převáděl osoby z Československa do Německa, pašoval dopisy a vzkazy i nedostatkové zboží. V srpnu 1949 na prosbu jistého Johna, pracujícího pro americkou zpravodajskou službu, převedl do Československa zpravodajského kurýra Václava Smrže, který však byl při plnění svých úkolů zatčen.
V listopadu 1949 byla část Wiendlovy skupiny zatčena. V prosinci 1949 Suttý do Německa převedl svou snoubenku Marii Cvachovcovou a v lednu 1950 se s ní oženil. Manželé se plánovali usadit v Kanadě. Mezitím však Suttý, opět na žádost Johnyho, do Československa převedl zpravodajského kurýra Stanislava Rachaře. Když byl Rachař v dubnu 1950 zatčen, Státní bezpečnost se mimo jiné dověděla, že převaděči využívali úkryt na statku rodiny Toušových v Pocínovicích. Příslušníci Státní bezpečností statek obsadili a vyčkávali. Dne 9. dubna 1950 se tu před přechodem do Německa zastavil Suttý v doprovodu další osoby. Když mu dveře statku otevřel neznámý člověk, Suttý se ihned bránil se zbraní v ruce a přitom postřelil příslušníka Jaroslava Špeierla. Přesto podlehl přesile a byl zatčen.
Alois Suttý byl zařazen do politického procesu s klatovskou skupinou kolem Františka Wiendla. Souzeno v něm bylo čtrnáct osob. Státní soud v Praze rozsudek vynesl 12. dubna 1951. Alois Suttý byl za velezradu, vyzvědačství a další trestné činy odsouzen k trestu smrti. Následně rozsudek potvrdil Nejvyšší soud. Dne 12. dubna 1951 byl Alois Suttý popraven v pankrácké věznici. Před popravou řekl, že vše dělal pro český národ, aby české děti měly lepší budoucnost. Jeho ostatky byly 24. dubna 1951 tajně pohřbeny do společného hrobu při severní zdi Ďáblického hřbitova.